# 折口雅博
折口 雅博（おりぐち まさひろ、1961年6月11日- ）は、日本の実業家、起業家インキュベーター。総合人材サービス会社グッドウィル・グループ (GWG) 前会長、現ブロードキャピタル・パートナーズ株式会社のCEO。

## 概要
人材派遣会社大手の「グッドウィル」や介護サービスの「コムスン」などが属する企業集団グッドウィル・グループの持株会社「グッドウィル・グループ株式会社」で、2007年12月30日まで代表取締役会長兼CEOを務め、2007年6月11日まで社団法人日本経済団体連合会理事を務める。東京都大田区出身。
陸上自衛隊少年工科学校（陸上自衛隊生徒）第23期生を経て防衛大学校本科理工学専攻を第28期生で卒業する。紺綬褒章、厚生労働大臣賞を2回、日本赤十字社社長表彰、経済界大賞、青年経営者賞をそれぞれ受ける。

## 略歴
東京都大田区生まれ。陸上自衛隊少年工科学校、防衛大学校で学ぶ。同期に関潤日本電産社長や村井嘉浩宮城県知事、不動産投資家の倉石灯。1984年同大学校卒業時に任官辞退し、日本ユニバックを経て1985年日商岩井に入社、東欧向け電子機器の輸出および現地生産を担当する。大手倉庫会社のオーナーから有効利用の相談をされ、東京都芝浦の倉庫を巨大ディスコとするプロジェクトを計画し、商社発のディスコとして「ジュリアナ東京」をオープンさせて話題となった。2年目に利権争いで経営から離脱して4,000万円の借金を負い1992年に退職。1994年、ジュリアナの経験を生かして六本木にディスコ「ヴェルファーレ」を開店し、大半の借金を返済するも社長から副社長へ降格されてヴェルファーレから退職する。1995年に株式会社グッドウィルを創業し、介護会社コムスンを含む総合人材サービスのグッドウィル・グループ株式会社（以下、GWG）に成長させてCEOに就き、1999年に店頭公開、PER200倍を記録し話題となった。創業9年目に東証一部上場、年商1400億円となった。12年目には拠点数2500、従業員10万人、年商7700億円、時価総額7800億円となる。
1990年代中盤以降の経済誌などで、ベンチャービジネスの旗手としてソフトバンクの孫正義、ワタミの渡邉美樹、パソナの南部靖之、エイチ・アイ・エスの澤田秀雄らと共に取り上げられる。2004年に経団連理事に就任する。2005年に徳間書店で著した『「プロ経営者」の条件』は10万部を販売した。2007年6月に、GWG子会社のコムスンが厚生労働省から、事業初期、約1200事業所のうち８事業所において人員配置の更新書類未提出があったことを理由に、介護サービス事業所の新規及び更新指定不許可処分を受けた。このため、介護サービス事業継続は不可能となった。全国各地からの要望を受けて、折口はコムスンを都道府県に分けて譲渡することを決定した。介護サービスは事実上継続された。2008年3月に、GWGの取締役会長を辞任する。GWGとの関係は子会社グッドウィル・プレミア系米国法人の顧問のみとなり、米国へ移住して永住権を取得し、親族名義で購入したトランプ・タワーに居住する。マンハッタンの和食レストラン「MEGU」でチェアマンを務めて事業モデルの転換を図り、モスクワ、ドーハ、スイス、インドなどのリゾートで事業し、「MEGU」はサービスビジネスの格付け機関AAHS（アメリカン・アカデミー・オブ・ホスピタリティー・サイエンス）からシックススター認定を受けた。のちに「MEGU」を他社に譲渡した。2009年には自己破産の申し立てを受けた。これらの経緯詳細は自伝である『アイアンハート』（2020年発行）に書かれている。
2017年12月26日にテレビ東京で放送された番組『日経スペシャル ガイアの夜明け』では、不動産バブルなど過去の立役者らにスポットを当てる中、「折口雅博がアメリカで復活・・・」という切り口で取材を行っている。
2018年9月20日、首都高速中央環状線でベンツを法定速度87キロオーバーの時速147キロで運転したとして道路交通法違反の罪で在宅起訴された。その後、東京地方裁判所から懲役3月、執行猶予2年の判決を言い渡された。このスピード違反は全国ニュースとなった。2019年4月30日、テレビ東京の『池上彰の改元ライブ』で芝浦のジュリアナ跡地にて池上彰のインタビューを受けた。9月3日、NHK『アナザーストーリーズ 運命の分岐点「ジュリアナ東京 最後の日～バブル狂騒 夢の跡～」に出演した。番組内で、ジュリアナは当時のソーシャル・ネットワークといえると締めくくられた。
2020年には自伝『アイアンハート』が昭文社より出版された。2024年2月9日、『週刊ポスト』冊子版で「「経営者が小さくまとまりすぎている」バブルの寵児・折口雅博が語る「令和バブル」への違和感」が掲載された。WEB版ではさらに詳しく紹介されている。2024年4月7日、毎日新聞に「「あの頃のイケイケを取り戻せ」ジュリアナを生んだ折口雅博さんの今」が掲載された。8月8日『週刊文春』(8月15・22日夏の特大号)に「グッドウィル折口元会長が告白70分「トランプの気遣い」が掲載された。米国での事業時代に交流があったトランプ前大統領とのエピソードを語っている。
現在はブロードキャピタル・パートナーズ株式会社のCEOである。起業家インキュベーター・起業家コーチとして、IT、医療、出版、コンサルタントファーム、人材、福祉、教育、飲食、ほか多種多様な業態の経営者に対して事業展開のアドバイスを行なっている。

## 政界との繋がり
元経団連理事で政界人に交友がある。安倍晋三は内閣官房副長官時に折口と対談して「コムスンは一生懸命やっておられる」と賞賛している。この対談は「経済界」主幹の佐藤正忠が取り持った。

## 著書
- 『起業の条件—若者文化からビジネスを生み出す方法』経済界、1997年2月。ISBN 978-4766781366
- 『折口雅博の50の逆説』東洋経済新報社、2000年4月。ISBN 978-4492970164
- 『「プロ経営者」の条件』徳間書店、2005年7月22日。ISBN 978-4198620363
- 『アイアンハート』昭文社、2020年11月19日。ISBN 978-4398145789